# Jenny von Westphalen
Johanna Bertha Julie Jenny von Westphalen či Jenny Marxová (12. února 1814 – 2. prosince 1881) byla německá divadelní kritička a politická aktivistka, od roku 1843 do své smrti manželka filozofa Karla Marxe.

## Mládí
Jenny von Westphalen se narodila v městečku Salzwedel v severním Německu v rodině, jež byla poměrně nedávno povýšena mezi nižší šlechtu (svobodné pány čili barony). Její otec, Ludwig von Westphalen (1770–1842), byl úředník a vládní rada v Salzwedelu a v Trevíru. Její dědeček z otcovy strany Philipp Westphal, syn blanenburského poštmistra, byl v roce 1764 za vojenské zásluhy povýšen do šlechtického stavu („Edler von Westphalen“) vévodou Ferdinandem Brunšvickým. Během sedmileté války totiž sloužil jako jakýsi vévodův náčelník štábu.
Jennina babička z otcovy strany, Jeanie Wishartová (1742–1811), byla skotská šlechtična: její otec, reverend Dr. George Wishart (syn Williama Wisharta, rektora Edinburské univerzity), byl vzdálený potomek krále Jakuba I. Skotského, zatímco její matka Anne Campbellová pocházela ze skotského klanu Campbell a byla potomkem rodu vévodů z Argyllu, kteří byli po staletí nejmocnější skotskou rodinou. To vedlo ke slavnému incidentu z roku 1854, kdy byl Karl Marx zatčen, protože se pokoušel zastavit Jenniny stříbrné příbory nesoucí vévodské insignie; policie měla podezření, že německý uprchlík nemohl přijít k majetku Argyllů legálně.
Jennina matka Carolina Heubelová (1780–1856) pocházela ze střední třídy. Její otec byl vysloužilý vojenský štolba. Jennin bratr Edgar von Westphalen (1819–1890) byl spolužák a přítel Karla Marxe. Další bratr, Ferdinand Otto Wilhelm Henning von Westphalen, byl konzervativní politik a pruský ministr vnitra v letech 1850–1858. Ačkoli byl jedním z předních konzervativních politiků, udržoval Ferdinand s levičáckými manželi Marxovými přátelské vztahy.
Jenny von Westphalen a Karl Marx se pravidelně setkávali už jako děti. Jenny byla o čtyři roky starší než Karl. V dospívání se stali blízkými přáteli. Oba byli sečtělí a vzdělaní a brzy k sobě začali cítit náklonnost. Podle Marxe byla Jenny nejkrásnější dívkou Trevíru. Její otec Ludwig von Westphalen, přítel Marxova otce, se také spřátelil s dospívajícím Marxem a často s ním chodil na procházky, kde diskutovali o filozofii a anglické literatuře. Jenny a Karl se zasnoubili v roce 1836. Nakonec se vzali dne 19. června 1843 v Bad Kreuznachu v kostele sv. Pavla.
Po uzavření manželství se Karl a Jenny Marxovi přestěhovali do ulice Rue Vaneau v Paříži a přátelili se s německým básníkem Heinrichem Heinem, který žil na Rue Matignon.

## Vyhnanství a smrt

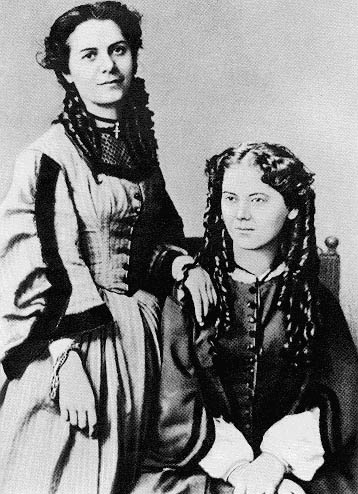
Jenny Caroline a Jenny Laura Marxovy v roce 1858.

V roce 1844 cestovala Jenny sama se svou dcerou Jenny navštívit svou matku. V roce 1845 francouzská politická policie Karla Marxe s těhotnou Jenny vykázala z Francie; Laura se proto narodila v Bruselu.
V roce 1848 bruselská policie Jenny zadržela a vykázala ze země. Marxovi se pak vrátili do Paříže, a poté se přestěhovali do Kolína nad Rýnem.
Revoluční rok 1848, kdy Marx s Engelsem psali Komunistický manifest, měl za následek, že pruské úřady nechaly Karla Marxe deportovat do Francie, odkud odešel i s rodinou do Londýna.
Někdy v letech 1849–1850 se Marxovi usadili na ulici Dean Street v Londýně. V roce 1856 se přestěhovali na ulici Grafton Terrace poblíž Hampstead Hill rovněž v Londýně, a to díky penězům, které Jenny odkázala její matka, která toho roku zemřela. Dům na Grafton Terrace 9, tenkrát ještě na okraji Londýna, měl malou zahradu a dvě patra se šesti pokoji a kuchyní. Filozof Leszek Kołakowski o životě Marxovy rodiny v Londýně napsal: „Karl Marx byl notoricky neschopný řídit rodinné finance a Jenny byla pravidelnou zákaznicí londýnských zastaváren.“
V pozdějších letech trpěla Jenny Marxová vnitřními bolestmi, diagnostikovanými jako rakovina jater. Po rodinné návštěvě ve Francii zemřela v Londýně ve věku 67 let dne 2. prosince 1881. Byla pohřbena na hřbitově Highgate v Londýně, stejně jako Karl Marx. V roce 1954 byly její ostatky spolu s ostatky jejího manžela a dalších členů rodiny přeneseny do nového hrobu, nad nímž byl postaven památník.

## Děti

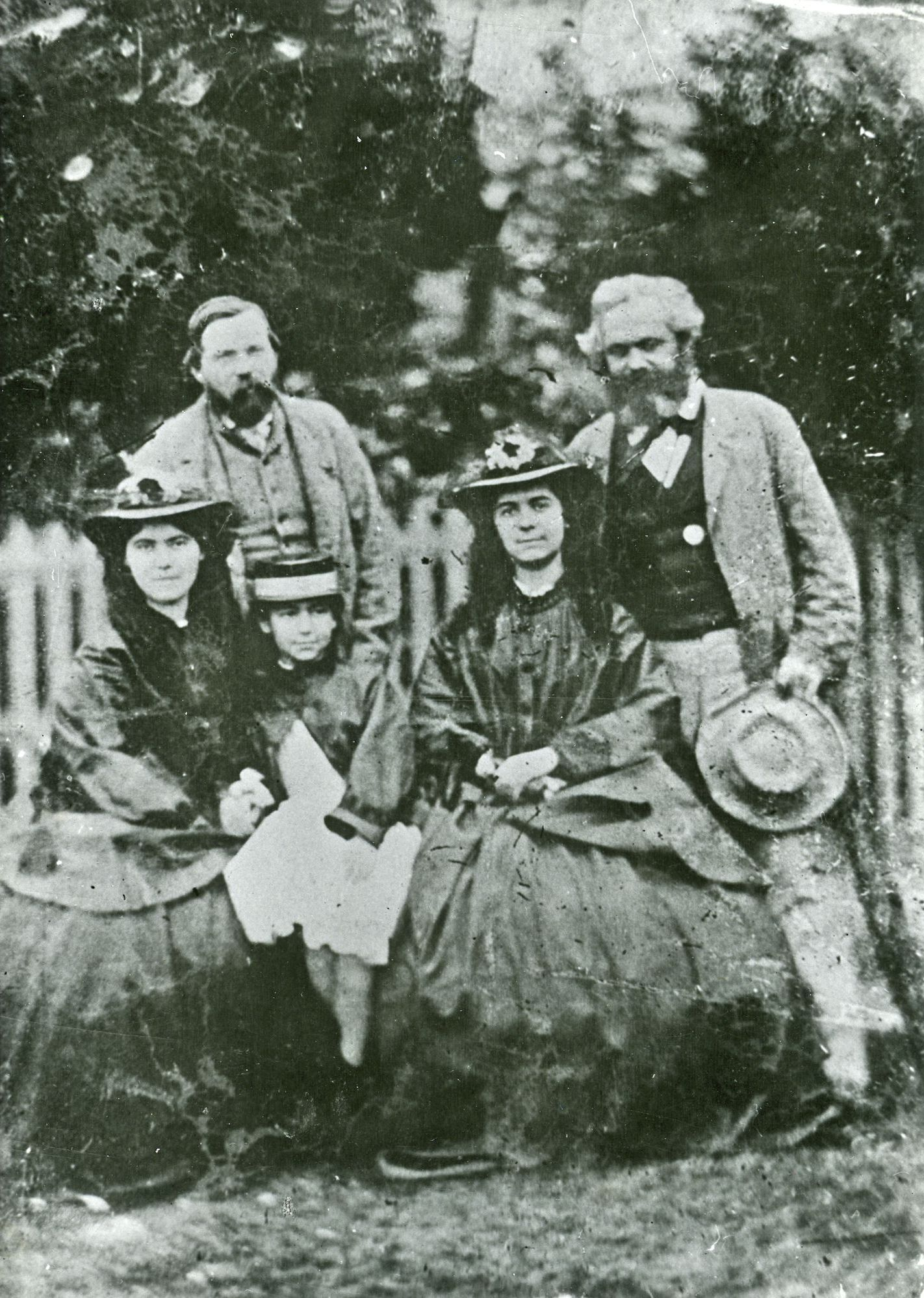
Karl Marx (1818–1883), Friedrich Engels (1820–1895) a Marxovy dcery: Jenny Caroline (1844–1883), Jenny Julia Eleanor (1855–1898) a Jenny Laura (1845–1911). Fotografie kolem r. 1864.

Karl a Jenny Marxovi měli v chronologickém pořadí následujících sedm dětí:
1. Jenny Caroline (1. května 1844 - 11. ledna 1883). V roce 1872 se vdala za Charlese Longueta. Byla socialistickou aktivistkou. Psala pro socialistický tisk ve Francii 60. let 19. století. Nejdůležitější byly její informace o zacházení Britů s feniánskými revolucionáři v Irsku. Zemřela na rakovinu močového měchýře ve věku 38 let.
2. Jenny Laura (26. září 1845 - 26. listopadu 1911), narozená v Bruselu v Belgii. Sezdaná v roce 1868 s Paulem Lafarguem. Byla také socialistickou aktivistkou. Laura a její manžel společně po desetiletí politicky pracovali, překládali Marxovo dílo do francouzštiny a šířili marxismus ve Francii a Španělsku. Zemřela při společné sebevraždě se svým manželem. Bylo jí 66.
3. Charles Louis Henri Edgar (3. února 1847 v Bruselu - 6. května 1855) domácky zvaný Mush a pojmenovaný po svém strýci Edgarovi, bratru Jenny von Westphalen. Zemřel ve věku 8 let.
4. Henry Edward Guy (5. září 1849 - 19. listopadu 1850) zvaný Guido, narozený a zemřelý v Londýně.
5. Jenny Eveline Frances ("Franziska"; 28. března 1851 - 14. dubna 1852)
6. Jenny Julia Eleanor (16. ledna 1855 - 31. března 1898), narozená v Londýně. Rovněž byla socialistickou aktivistkou. Spáchala sebevraždu ve věku 43 let; otrávila se poté, co zjistila, že její dlouhodobý partner Edward Aveling se v červnu 1897 tajně oženil s mladou herečkou jménem Eva Fryeová.
7. Nepojmenované dítě, narozené a zemřelé 6. července 1857 v Londýně.

## Dílo
- Short Sketch of an Eventful Life (1865–1866) [17]
- Aus der Londoner Theaterwelt . In: Frankfurter Zeitung und Handelsblatt, Frankfurt nad Mohanem, č. 328, 21. listopadu 1875
- Londoner Saison . In: Frankfurter Zeitung und Handelsblatt, Frankfurt nad Mohanem, č. 95, 4. dubna 1876
- Englische Shakespeare-Studien . In: Frankfurter Zeitung und Handelsblatt, Frankfurt nad Mohanem, č. 3, 3. ledna 1877
- Shakespeares "Richard III" im Londoner Lyceum-Theater . In: Frankfurter Zeitung und Handelsblatt, Frankfurt nad Mohanem, č. 39, 8. února 1877
- Vom Londoner Theater. In: Frankfurter Zeitung und Handelsblatt, Frankfurt nad Mohanem, č. 145, 25. května 1877
- Die hervorragendesten Persönlichkeiten der englischen Salonwelt. In: Der Sprudel. Allgemeines deutsches Bade-Journal, Wien, IX. Jg., Č. 3, 18. května 1879
- Irving at home. In: Der Sprudel. Allgemeines deutsches Bade-Journal, Wien, IX. Jg., Č. 7, 23. června 1879